# Martin Wackernagel
Martin Wilhelm Wackernagel (* 2. Januar 1881 in Basel; † 14. Januar 1962 in Cottens, Waadt) war ein Schweizer Kunsthistoriker.

## Leben
Martin Wackernagel war ein Sohn des Schweizer Historikers Rudolf Wackernagel und Enkel des deutschen Germanisten Wilhelm Wackernagel. Er studierte zunächst nach dem Abitur in Basel an den Universitäten Basel und Genf. Nach einem längeren Aufenthalt in Florenz studierte er dann an den Universitäten Berlin und Göttingen Kunstgeschichte, Klassische Archäologie und Geschichte. 1905 wurde er in Berlin promoviert und war anschliessend am Preussischen Historischen Institut in Rom tätig. 1909 habilitierte er sich an der Universität Halle (Saale) und war dann als Privatdozent dort tätig. Von 1905 bis 1915 unternahm er ausgedehnte Forschungsreisen mit Arthur Haseloff nach Süditalien, bei denen die dortigen mittelalterlichen Kunstschätze auf Glasplatten und Nitrozellulosefilm fotografisch erfasst wurden (ca. 3200 Aufnahmen). 
1911 habilitierte er sich an die Universität Leipzig um und war dort als Privatdozent tätig. 1918 wurde Wackernagel ausserordentlicher Professor in Leipzig und Leiter des dortigen Kunstvereins. 1912 heiratete er die Dichterin Ilse von Stach. Aus der Ehe gingen Peter (1913–1958), Karl Martin (1914–2004) und Maria Elisabeth (1919–2018) hervor. Seit 1920 war er ordentlicher Professor an der Universität Münster, wo er 1948 emeritiert wurde. Seine letzten Lebensjahre verbrachte Wackernagel in Cottens/Schweiz unweit des Genfersees, wo er 1962 auch starb.

## Schriften (Auswahl)
- Die Plastik des 11. und 12. Jahrhunderts in Apulien (= . Bd. 2, ZDB-ID 538770-x). Hiersemann, Leipzig 1911.
- Basel (= Berühmte Kunststätten. Bd. 57, ZDB-ID 515789-4). Seemann, Leipzig 1912.
- als Herausgeber mit Albert E. Brinckmann: Die Baukunst des 17. und 18. Jahrhunderts. Band 2: Martin Wackernagel: Die Baukunst des 17. und 18. Jahrhunderts in den germanischen Ländern. Akademische Verlags-Gesellschaft Athenaion, Berlin 1915.
- Max Slevogt (= Die Auswahl aus neuerer Dichtung und Kunst. Bd. 11, ZDB-ID 2062139-5). Führer-Verlag, München-Gladbach 1926.
- Der Bildhauer Kurt Kluge. de Gruyter, Berlin u. a. 1930.
- Münster (= Deutsche Lande – Deutsche Kunst). Deutscher Kunstverlag, Berlin 1931.
- Der Lebensraum des Künstlers in der florentinischen Renaissance. Aufgaben und Auftraggeber, Werkstatt und Kunstmarkt. Seemann, Leipzig 1938.
- Adelshöfe und Schloss in Münster (= Große Baudenkmäler. Bd. 120, ZDB-ID 841730-1). Deutscher Kunstverlag, Berlin u. a. 1948.
- Renaissance, Barock und Rokoko (= Ullstein Kunstgeschichte. Bd. 13–14 = Ullstein Bücher. Nr. 4013–4014). 2 Bände. Ullstein u. a., Frankfurt am Main u. a. 1963–1964.